# 動物大戦争
『動物大戦争』（どうぶつだいせんそう）は、1982年8月7日から同年9月25日までテレビ東京で放送されていたドキュメンタリー番組である。放送時間は毎週土曜 19:00 - 19:30 （日本標準時）。

## 概要
動物たちがアフリカ大陸や南アメリカ大陸などで繰り広げる厳しい生存競争と、彼らの生態を追ったフィルム・ドキュメント。前番組『クイズ・ビンゴっこ!』の早期終了に伴い、同年秋の改編までのつなぎ番組として放送された。